# Шолудивник чубатий
Шолудивник чубатий (Pedicularis comosa) — вид трав'янистих рослин родини вовчкових (Orobanchaceae), поширений у Європі й Туреччині.

## Опис
Багаторічна рослина (10)20–50(80) см заввишки. Стебло прямовисне, негіллясте, затиснене. Листки ланцетні в контурі, двічіперисті, довжиною 15–20 см, сегменти лінійно-ланцетні. Суцвіття б.-м. голе. Чашечка опушена по кутах. Віночок 25 мм довжиною, блідо-жовтий; верхня губа віночка війчаста. Плід — коробочка. Насіння від яйцюватого до еліпсоїдного, 2–2.5 × 1.1–1.3 мм; поверхня тьмяна коричнева. 2n=16.

## Поширення
Поширений у південній і центральній частинах Європи від Іспанії до Закарпаття, також росте в Туреччині.
В Україні зростає на кам'янистому ґрунті — у високогірському поясі східної частини Закарпаття.